# Riesentagschläfer
Der Riesentagschläfer (Nyctibius grandis), auch Riesenschwalk und Riesen-Urutau genannt, ist eine Vogelart aus der Gattung der Tagschläfer. Die nachtaktive Art ist in weiten Teilen Südamerikas verbreitet und wurde erstmals im Jahr 1789 durch den deutschen Naturforscher Johann Friedrich Gmelin wissenschaftlich beschrieben.

## Beschreibung und Verhalten

### Beschreibung

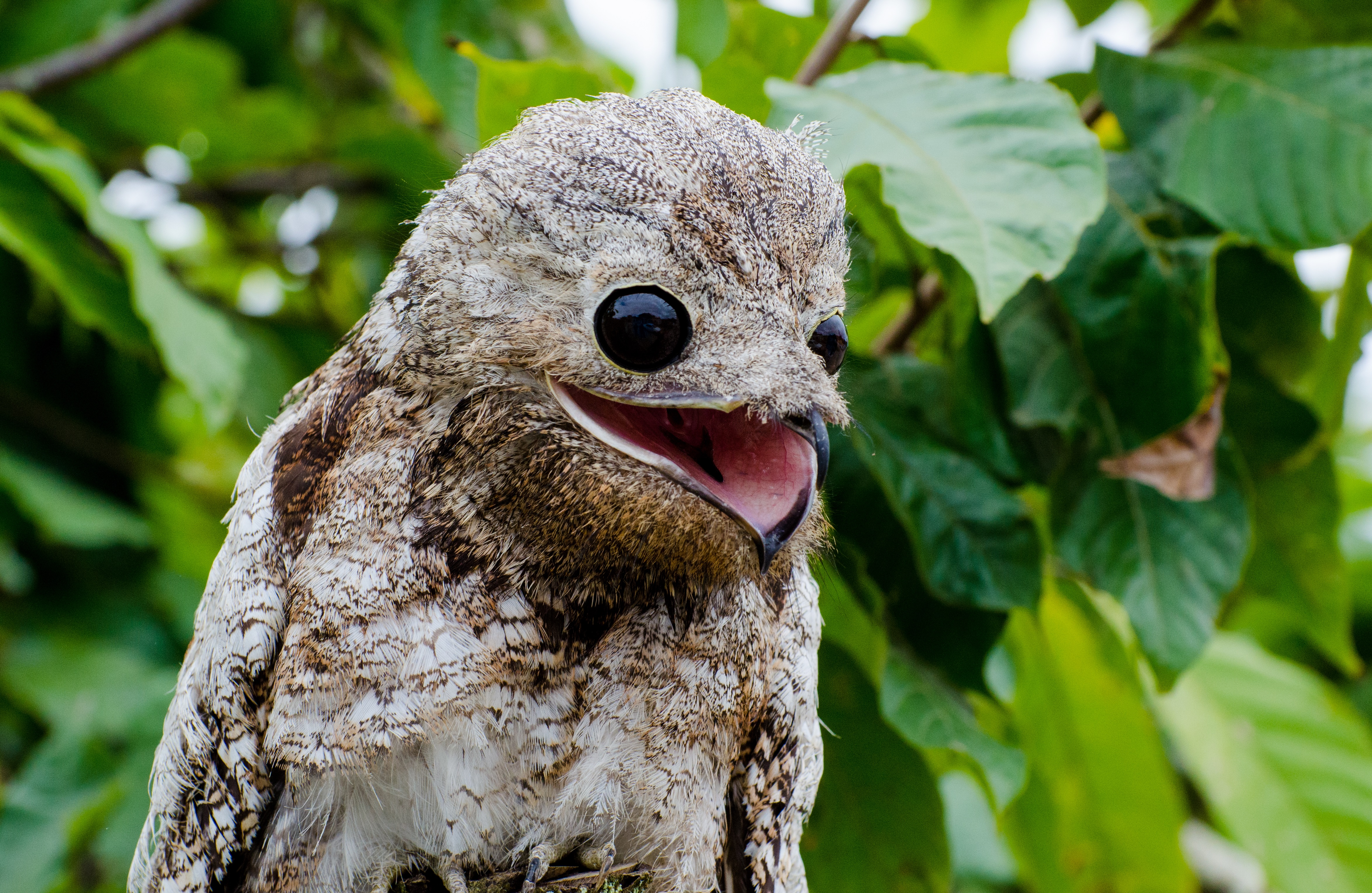
Detailaufnahme von Kopf und Brust eines Riesentagschläfers

Der Riesentagschläfer ist mit einer Größe von etwa 48 bis 60 cm bei einer Flügelspannweite von circa 70 bis 80 cm der größte Vertreter seiner Gattung. Das Gewicht der Tiere variiert zwischen 360 und 650 g, weibliche Exemplare sind tendenziell etwas größer und schwerer als ihre männlichen Artgenossen, ein weitergehender Sexualdimorphismus besteht hingegen nicht. Riesentagschläfer besitzen einen langgestreckten Körper mit einem langen Schwanz, kräftigen Hals sowie einem großen, rundlich geformten Kopf. Besonders auffällig sind die an eine nachtaktive Lebensweise angepassten, dunkelbraunen bis fast schwarzen Augen und der breite Schnabel der Tiere. Das Gefieder der adulten Vögel zeigt die für Tagschläfer charakteristische grau-braun-gesprenkelte Färbung, mit der die Tiere auf den Bäumen, auf denen sie während des Tages ruhen, perfekt getarnt sind. Lediglich an den Schwanzfedern finden sich eine Reihe weißer Balken. Juvenile Exemplare sind tendenziell heller gefärbt, besonders auffällig sind eine Reihe weißer Flecken an Brust, Rücken, Seiten und Kopf.

### Verhalten

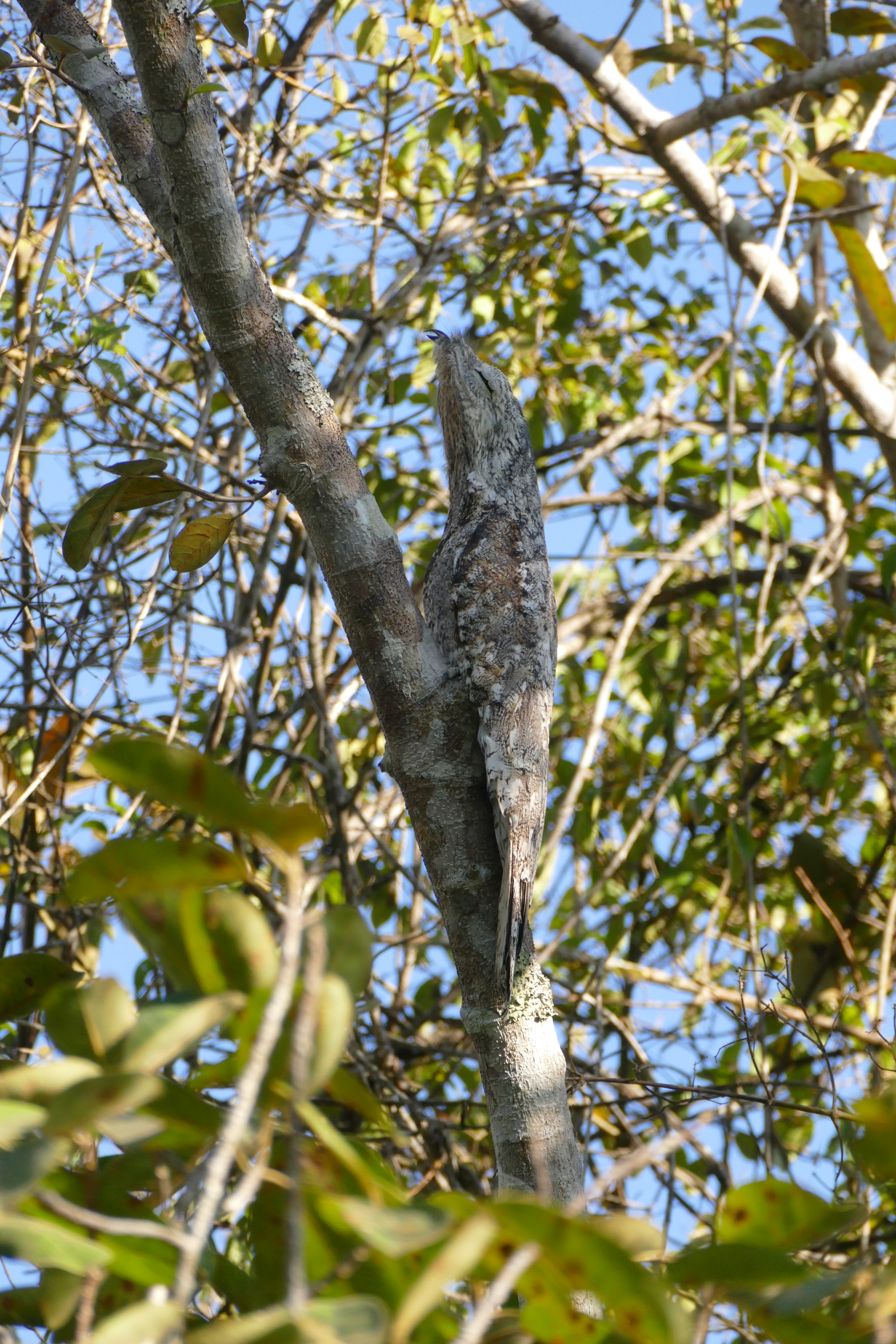
Riesentagschläfer in alarmierter „Tarnhaltung“

Riesentagschläfer sind ausschließlich nachtaktiv, den Tag verbringen sie fast bewegungslos auf den Ästen großer Bäume. Hierbei richten sie sich mit zu Schlitzen verengten Augen und aufgerichteter Haube entlang des Astes aus, was sie zusammen mit ihrem grau-braunen Gefieder wie einen abgebrochenen Stumpf wirken lässt. Bei Gefahr wird der Körper mit einer schnellen Bewegung gestreckt, die Augen vollständig geschlossen und die Haube angelegt, um so noch mehr wie ein Teil des Geästs auszusehen. Die Tiere führen eine überwiegend solitäre Lebensweise, ein ausgeprägtes Territorialverhalten ist jedoch nicht bekannt. In ihrem gesamten Verbreitungsgebiet gilt die Art als Standvogel.

### Ernährung
Die Nahrung der Vögel besteht vorwiegend aus Insekten wie Käfern, Heuschrecken und Laubheuschrecken, gelegentlich werden jedoch auch kleine Fledermäuse erbeutet und gefressen. Während der nächtlichen Jagd wartet der Riesentagschläfer auf einer exponierten Sitzwarte auf einem Ast in unmittelbarer Nähe des Ruheortes auf vorbeikommende Beute. Wurde diese erspäht, starten die Vögel mit einer schnellen Bewegung und schlagen das Beutetier im Flug, bevor sie zur Nahrungsaufnahme zu ihrem Ast zurückkehren. Dieselbe Sitzwarte wird sehr häufig in mehreren aufeinanderfolgenden Nächten aufgesucht.

### Lautäußerungen
Der Riesentagschläfer ist für seine markanten Lautäußerungen bekannt, die er sowohl im Flug als auch am Ruheplatz ausstößt. Die häufigste Lautäußerung wird als lautes, abfallendes baaaao oder buaaaa beschrieben, das den Rufen von Fröschen oder auch dem Würgen eines Menschen ähneln soll. Weitere, seltener gehörte Rufe klingen wie whoap, oorrr oder oorroo, wobei die letzten beiden Geräusche denen von Eulen ähneln sollen. Zwischen den einzelnen Rufen lassen die Tiere häufig einige Zeit vergehen.

## Fortpflanzung
Die Brutzeit kann innerhalb des Verbreitungsgebiets stark variieren. So gibt es Berichte über Brutvorgänge in Guyana im Februar, in Kolumbien im März und im April, in Venezuela im Juni und August sowie in Suriname im November. Als Grund hierfür wird eine Orientierung an der Regenzeit angenommen, deren Einsetzen in Südamerika je nach Region sehr unterschiedlich sein kann.
Das Nest wird in der Regel weit oben im Geäst hoher Bäume errichtet; die Konstruktion ist wenig aufwendig, in der Regel wird einfach eine natürliche Spalte in einem Ast verwendet. Nach der Auswahl des Nistplatzes legt das Weibchen ein einzelnes, im Schnitt 52 × 38 mm großes Ei. Dieses zeigt eine weiße Grundfärbung mit dunkelbraunen, grauen und hell-lila Flecken. Der Jungvogel wird nach dem Schlüpfen mindestens 55 Tage lang im Nest versorgt, bevor er flügge wird und dieses verlässt. Nach etwa 14 Tagen beginnen juvenile Vögel, bei Gefahr das Tarnverhalten der Eltern zu imitieren. Die Art ist monogam, ob sich jedoch auch beide Altvögel an der Brutpflege beteiligen, ist unklar, da die Geschlechter visuell nicht zu unterscheiden sind und sich beide Eltern im Falle einer gemeinsamen Aufzucht nicht gleichzeitig am Nest aufhalten.

## Verbreitung und Gefährdung

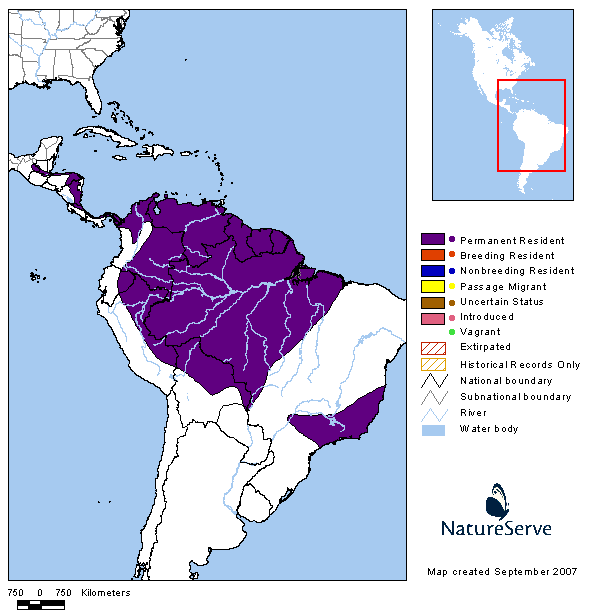
Verbreitungsgebiet des Riesentagschläfers

Der Riesentagschläfer bewohnt feuchte, immergrüne Wälder und kann vor allem in der Nähe von Wasserläufen und Seen sowie an den Übergängen zu offenerem Terrain angetroffen werden. Er bevorzugt generell tiefer liegende Gebiete; die maximale geografische Höhe, in der er vorkommt, liegt bei unter 1000 m. Sein Verbreitungsgebiet erstreckt sich über weite Teile des nördlichen Südamerikas und reicht im Norden entlang der Ostküste Zentralamerikas bis in das südöstlichste Mexiko. Eine isolierte Population existiert außerdem im Südosten Brasiliens.
Die IUCN stuft den Riesentagschläfer vor allem auf Grund seines großen Verbreitungsgebiets als „nicht gefährdet“ (least concern) ein, berichtet jedoch von einem allgemein abnehmenden Populationstrend. Die Organisation geht mit Stand 2016 von mindestens 500.000 und höchstens 5.000.000 wild lebenden Individuen aus. Den Federn der Vögel wird in Teilen Brasiliens die Kraft zugeschrieben, den Träger zur Einhaltung der Keuschheit bewegen zu können, weswegen die Vögel zur Verwendung bei entsprechenden Zeremonien bejagt werden. Des Weiteren stellen Riesentagschläfer auch in sehr begrenztem Umfang einen Teil der Ernährung von Brasiliens Landbevölkerung dar. Zu den natürlichen Fressfeinden gehören neben einigen Affenarten (Ungehaubte Kapuziner, Geoffroy-Klammeraffen, Mantelbrüllaffen) auch Tayras und Graurücken-Waldfalken.

## Innere Systematik
Johann Friedrich Gmelin beschrieb den Riesentagschläfer im Jahr 1789 als Caprimulgus grandis und stellte ihn damit zunächst zu den Ziegenmelkern.
Die Art gilt zurzeit als monotypisch. 1963 schlugen die beiden Forscher Hugh C. Land und William L. Schult einen Teil der nördlichen Population als Unterart N. g. guatemalensis vor, da diese über einen längeren Schwanz und länger gestreckte Flügel sowie eine leicht abweichende Farbgebung als andere Vertreter der Art verfüge. Der Vorschlag fand jedoch keine offizielle Anerkennung.